# Knights of Badassdom
Knights of Badassdom es una comedia de terror estadounidense dirigida por Joe Lynch y escrita por Kevin Dreyfuss y Pared Mate. Está protagonizada por Ryan Kwanten, Steve Zahn, Summer Glau, y Peter Dinklage.

## Sinopsis
Tres mejores amigos adictos a los juegos de rol van al bosque a recrear dragones y mazmorras.  El problema surge cuando un libro de hechizos adquirido de internet acaba siendo un genuino grimorio y ellos inconscientemente conjuran a un súcubo sediento de sangre del infierno.

## Reparto
- Ryan Kwanten es Joe.[5]
- Steve Zahn es Eric.[6]
- Summer Glau es Gwen.[7]
- Peter Dinklage es Hung.[8]
- Margarita Levieva es Beth / Súcubo.
- Jimmi Simpson es Ronnie.[9]
- Brett Gipson es Gunther.
- Danny Pudi es Lando.[10]
- Douglas Tait es Abominog.[11]
- Brian Posehn es Gilberto.[12]
- Khanh Doan es Andie.[12]

## Producción
La película está dirigida por Joe Lynch, y tiene como protagonistas a Peter Dinklage, Ryan Kwanten, Steve Zahn y Summer Glau. Spectral Motion aporta los efectos especiales a la película. La película fue coescrita por Kevin Dreyfuss y Matt Wall.
La grabación comenzó en julio de 2010 y alrededor de Spokane, Washington. En septiembre de 2012, Wade Bradley de IndieVest informó que Knights of Badassdom aún estaba en posproducción y que la película estaba anticipada para ser estrenada en cines en "la primera mitad de 2013."
EL 4 de marzo de 2013 actualizaciones informaron que una edición de la película se proyectó el 5 de marzo de 2013 a compradores potenciales en Los Ángeles.
El 25 de julio de 2013, se anunció que Entertainment One había comprado los derechos de distribución en Norteamérica con Wade Bradley negociando el acuerdo para IndieVest Pictures.
Algunas imágenes de la película y entrevistas con Douglas Tait fueron presentadas en el documental de película de monstruos, Men in Suits.
El lanzamiento en DVD inicial fue el 1 de abril de 2014.
En marzo de 2015, la película fue mostrada en Sky Movies en el Reino Unido, y Netflix en Estados Unidos.

## Recepción
Rotten Tomatoes le dio 7 críticas positivas y 5 negativas, con una calificación de 58%. La película tiene dos críticas mixtas en Metacritic.